# Yamaha YMF278B
De YMF278B, ook bekend als OPL4, is een door Yamaha ontwikkelde en gefabriceerde geluidschip. De chip is een geavanceerde synthesizerchip, gevat in een 80-pinsbehuizing, met FM-synthese en Wavetable-synthese en is compatibel met General Midi System Level 1.

## Eigenschappen
FM-synthese, identiek aan YMF262 (OPL3)
- 2 operatorenmodus (per kanaal)
  - 18 stemmen, of
  - 15 stemmen met 5 ritmegeluiden

- 4 operatorenmodus (per kanaal)
  - 6 stemmen in 4 operatorenmodus, 6-stemmen in 2 operatorenmodus, of
  - 6 stemmen in 4 operatorenmodus, 3 stemmen in 2 operatorenmodus en 5 ritmegeluiden

- 8 golfpatronen

Wave Table-synthese
- 24-stemmen simultaan
- 44,1 kHz bemonsteringsfrequentie (8 bit, 12 bit en 16 bit)
- maximaal 32 Mbit extern geheugen
- maximaal 512 wave tables
- externe ROM- of SRAM-connectie

6 geluidsuitvoerkanalen
- stereo-uitvoer

## Gebruik
Deze geluidschip wordt onder andere gebruikt in de Moonsound geluidsuitbreiding voor de MSX.
OPL: YM3526 · MSX-AUDIO: Y8950 · OPL II: YM3812 · OPL3: YMF262 · OPL4: YMF278B

OPLL: YM2413 · OPM: YM2151

OPN: YM2203 · YM2270 · OPNA: YM2608 · OPNB: YM2610 · OPN2: YM2612 · OPN2C: YM3438

OPP: YM2164 · OPQ: YM3806 · OPS: YM21280 · OPU: YM3420 · OPZ: YM2414 · SSG: YM2149

YM2148 · YM2154 · YM2163 · YM2164